# Туника-билокси
Туника-билокси[уточнить] — индейское племя в США, проживает в штатах Миссисипи и в восточно-центральной части Луизианы. Хозяйство основано на охоте, фермерстве и рыболовстве. Племя играло важную роль в истории Луизианы. В настоящее время племя владеет курортом-казино в Марксвилле. Казино обеспечивает племени доход и играет роль в общественном движении за права индейцев. Индейская резервация Туника-Билокси находится в центральной части прихода Авойелс, к югу от города Марксвилл, при этом часть города находится на территории резервации. Площадь резервации составляет 3,15 км², а население, согласно переписи 2000 года — 89 человек.
Ранее племя (фактически два близкородственных племени) говорило на языке туника, который в настоящее время полностью вытеснен английским.
С племенем туника-билокси отождествляют воинственное племя пакаха, которое встретил во время своей экспедиции Эрнандо де Сото.
Французы основали миссию у туника около 1700 года на реке Язу невдалеке от реки Миссисипи, ныне штат Миссисипи. Археологические данные показывают, что индейцы туника незадолго до того, в конце 17 в., мигрировали в указанный регион с востока нынешнего штата Арканзас. Отец Антуан Давьон был назначен миссионером в племени туника и в малых племенах язу, куруйя и куспе. В отличие от северных индейцев, с которыми французы были знакомы, племена туника, таэнса и натчез имели сложную систему религиозных верований, с храмами, идолами и классом жрецов.
Во время войны с племенем натчез в 1729 году племя туника было вынуждено мигрировать на юг, на территорию нынешнего штата Луизиана. Туника, наряду с другими племенами вдоль низовий реки Миссисипи, подвергались нападениям со стороны племён чикасо, которые обращали пленных в рабство и торговали рабами в провинции Южная Каролина. По состоянию на 1715 год было захвачено от 1000 до 2000 рабов из племён туника, таэнса и арканзасских индейцев (Gallay, 2002).
Племя туника-билокси занимались охотой и собирательством, однако в основном занимались торговлей. В основном они торговали солью, которую добывали в Луизиане.

## Примечания

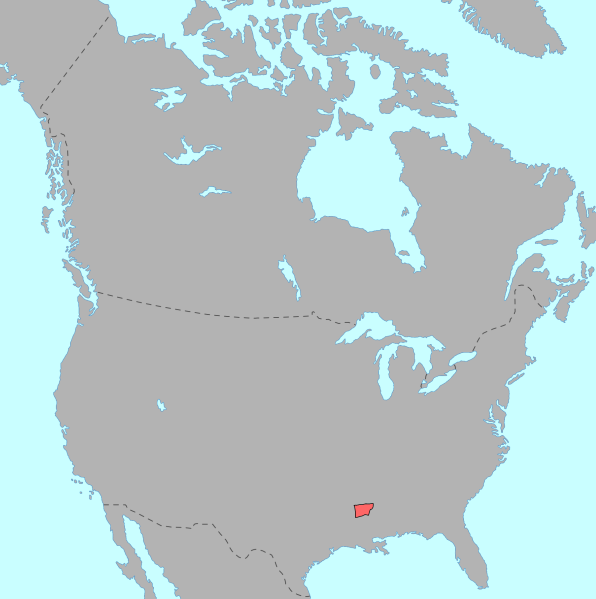
Распространение туника до контакта с европейцами

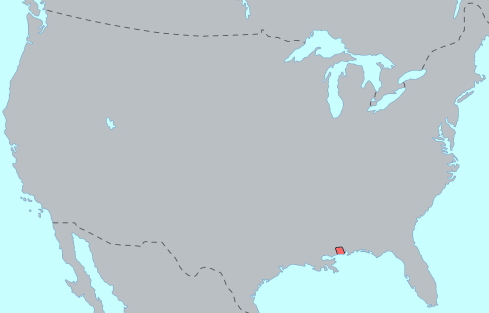
Распространение билокси до контакта с европейцами